# Houchin
Houchin ist eine französische Gemeinde mit 735 Einwohnern (Stand: 1. Januar 2022) im Département Pas-de-Calais in der Region Hauts-de-France. Sie gehört zum Arrondissement Béthune, zum Kanton Nœux-les-Mines und zum Gemeindeverband Béthune-Bruay, Artois-Lys Romane.

## Geographie
Die Gemeinde Houchin liegt im Nordosten des Artois im Nordfranzösischen Kohlerevier, fünf Kilometer südlich von Béthune. Umgeben wird Houchin von den Nachbargemeinden Vaudricourt im Nordwesten und Norden, Drouvin-le-Marais im Norden, Nœux-les-Mines im Osten, Barlin im Süden, Ruitz im Südwesten, Haillicourt im Südwesten und Westen sowie Hesdigneul-lès-Béthune im Nordwesten.

## Bevölkerungsentwicklung
| Jahr                       | 1962 | 1968 | 1975 | 1982 | 1990 | 1999 | 2006 | 2013 | 2022 |
| -------------------------- | ---- | ---- | ---- | ---- | ---- | ---- | ---- | ---- | ---- |
| Einwohner                  | 647  | 690  | 644  | 625  | 664  | 683  | 702  | 695  | 735  |
| Quellen: Cassini und INSEE |      |      |      |      |      |      |      |      |      |

## Sehenswürdigkeiten
- Kirche Saint-Omer aus dem 17. Jahrhundert
- Kapelle
- Britischer Militärfriedhof

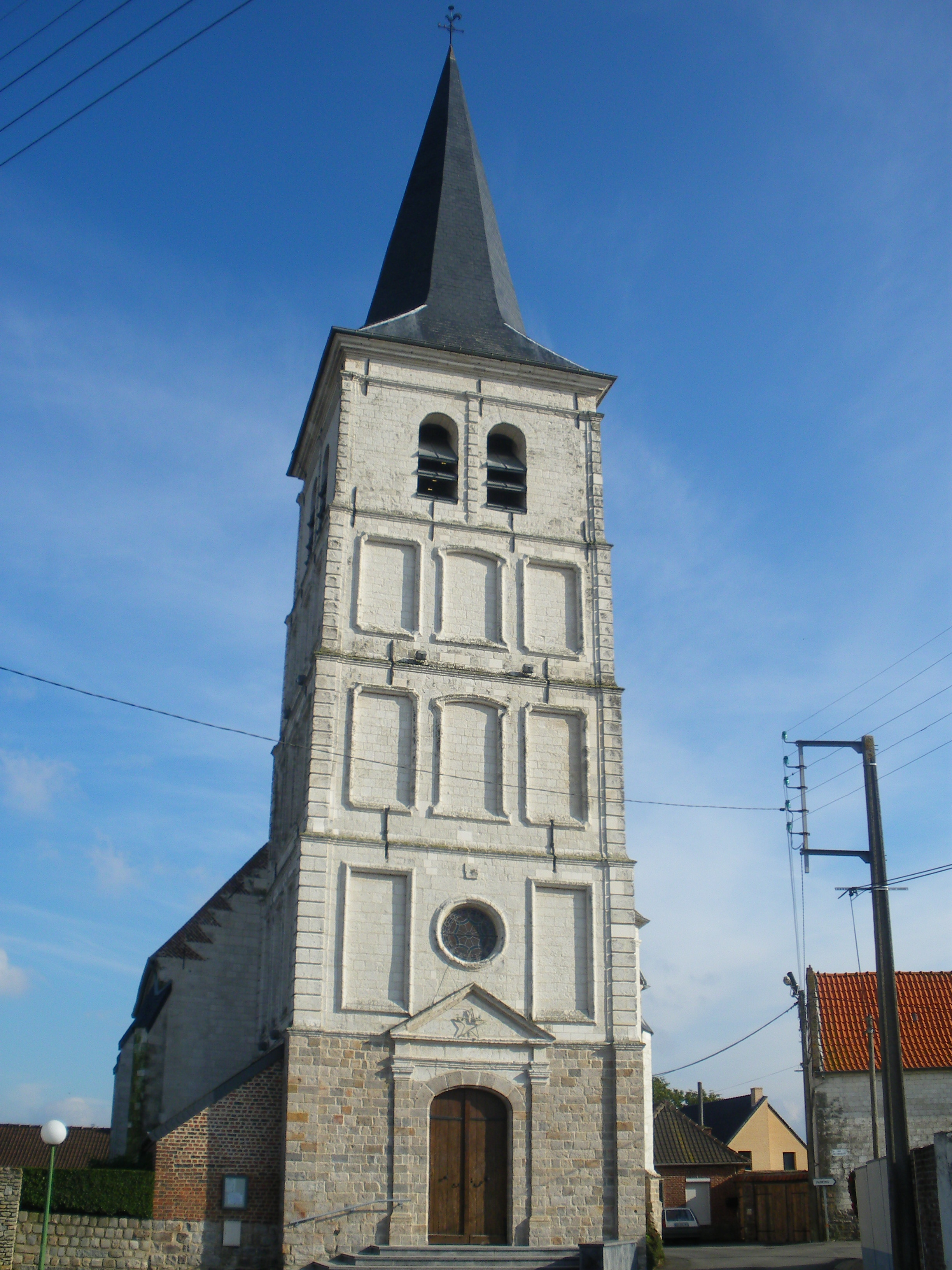
Kirche Saint-Omer
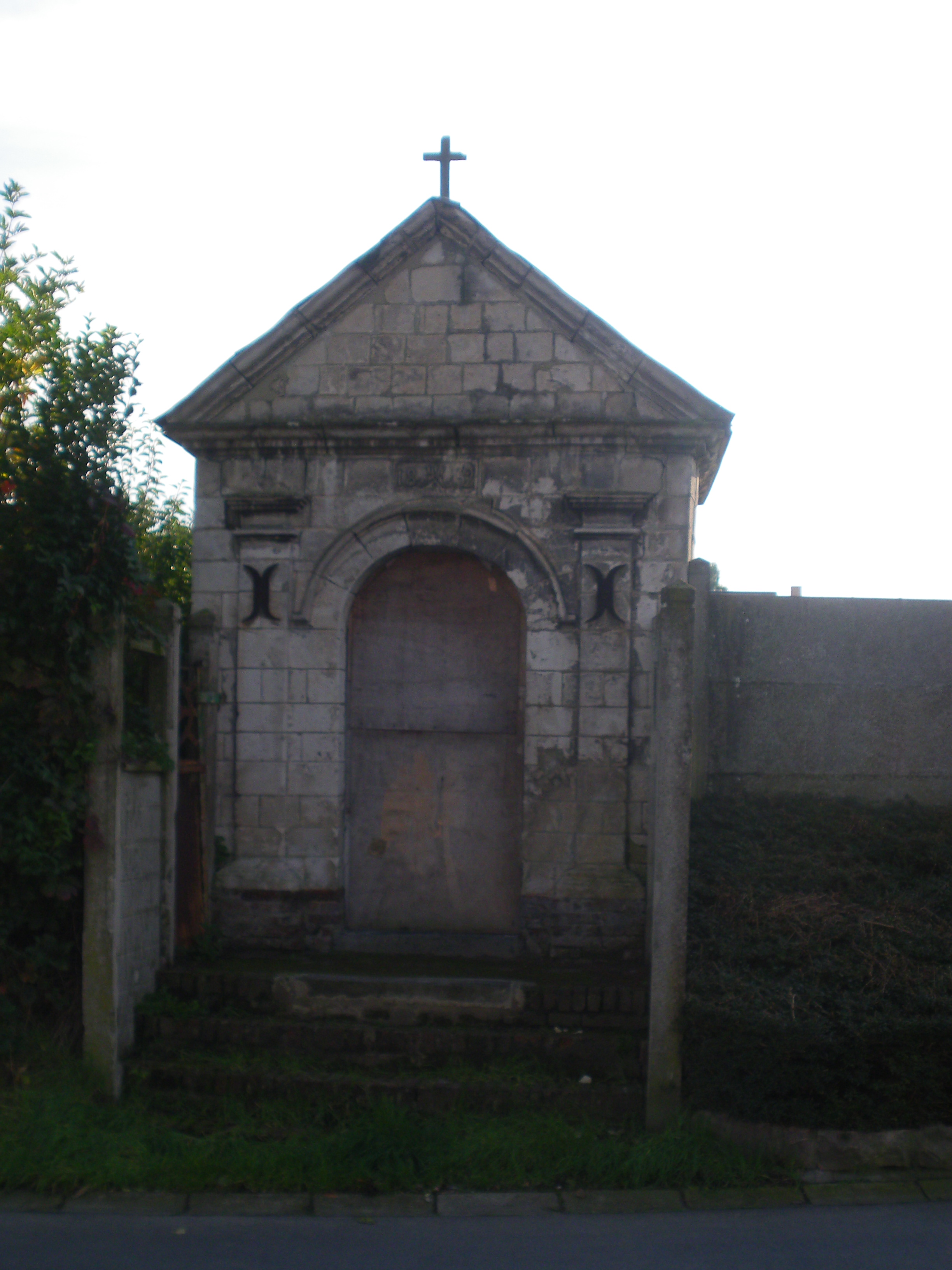
Kapelle
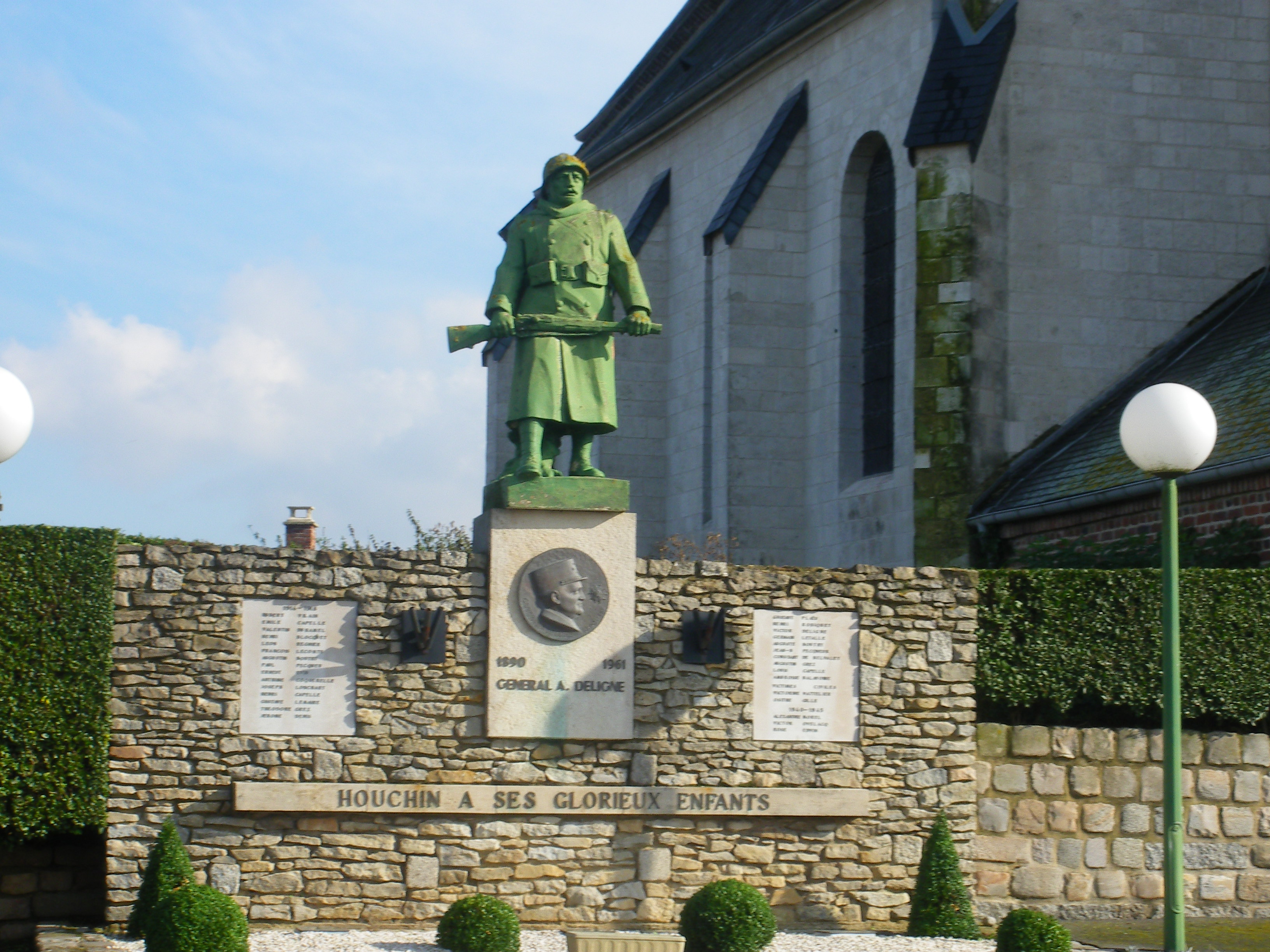
Gefallenendenkmal